# De Prins van de Nacht
De Prins van de nacht is een horror stripreeks over Graaf Dracula van de Belgische striptekenaar en schrijver Yves Swolfs. De verhalen verschenen in albumvorm uitsluitend met harde kaft bij uitgeverij Glenat (delen 1 tot 6) en bij Ballon Media (delen 7, 8 en 9).

## Verhaal
De serie vangt aan in Parijs, begin 1930, en volgt de levensloop van de hoofdpersonage Vincent Rougemont. Deze is de laatste telg van een geslacht van vampierjagers. Door middel van flashbacks wordt de geschiedenis van het geslacht vertelt. Gaande weg wordt duidelijk waarom men al zo lang jacht maakt op Vladimir Kergan, het monster. De vampier in kwestie past geheel in de door Bram Stoker gecreëerde wereld.

## Albums
| Nummer | Titel                       | Verschenen |
| ------ | --------------------------- | ---------- |
| 1      | De jager                    | 1995       |
| 2      | De brief van de inquisiteur | 1995       |
| 3      | Volle maan                  | 1996       |
| 4      | Het dagboek van Maximilien  | 1999       |
| 5      | Elize                       | 2000       |
| 6      | Terug naar Ruhenberg        | 2001       |
| 7      | De eerste dood              | 2015       |
| 8      | Anna                        | 2018       |
| 9      | Arkanea                     | 2019       |